# Карлайл (острів)
Острів Карлайл (алеут. Kigalĝa; рос. Карлайл) — острів у підгрупі Чотирьохсопочних островів Алеутського архіпелагу. Острів розташований за 3,1 км через протоку Карлайл від острова Чугінадак та за 9 км на північний схід від острова Херберта. Острів Карлайл має діаметр 6,5 км, його найвищою точкою є однойменний конічний стратовулкан (1610 м) .